# Kandy
Kandy es una ciudad de Sri Lanka, conocida como la capital de las montañas. Se ubica a 115 km de Colombo. La ciudad destaca por su belleza y por ser el corazón del budismo del país. Fue declarada como Patrimonio de la Humanidad por la Unesco en el año 1988. Tiene 129.300 habitantes.

## Descripción

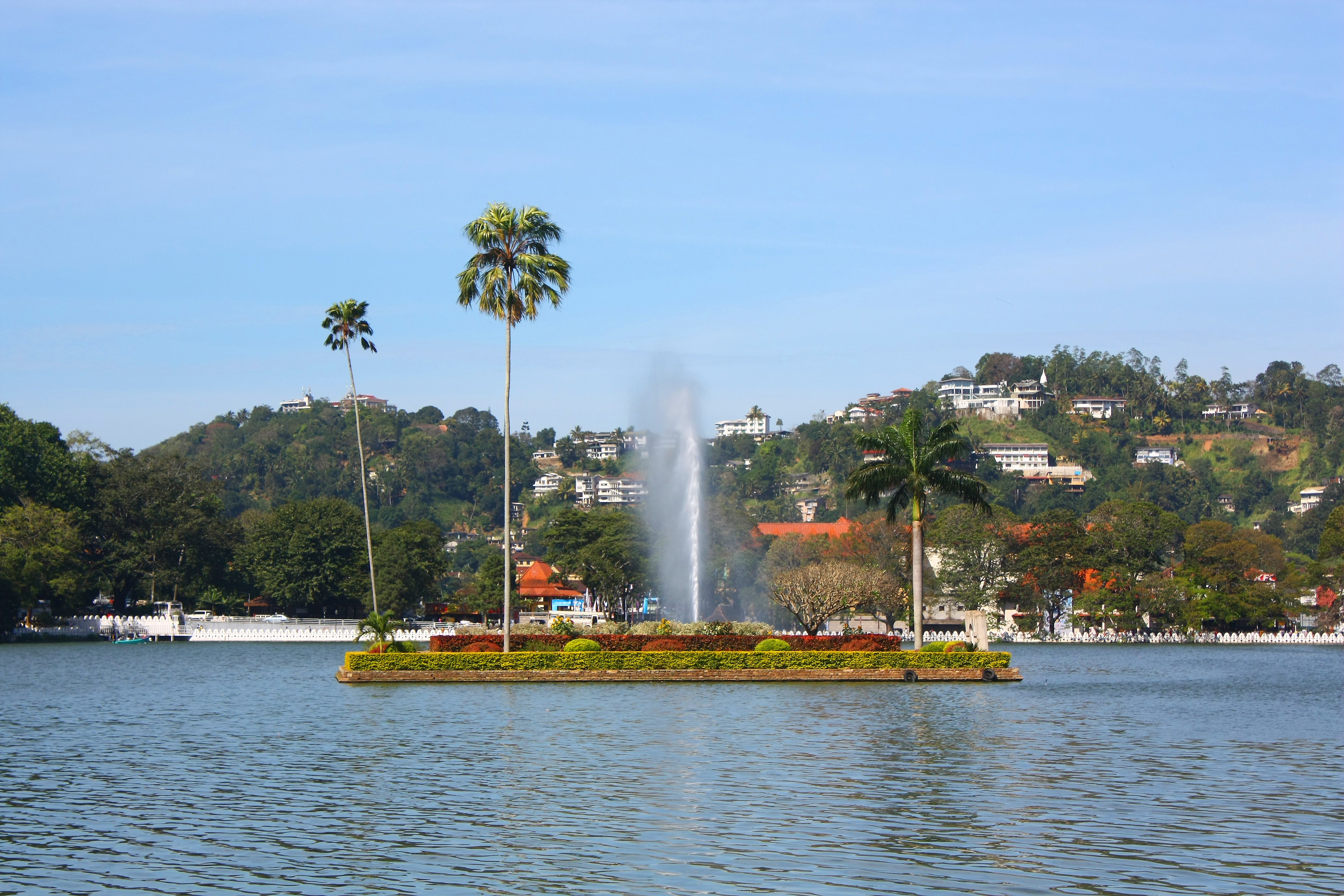
Vista de la ciudad y su lago.

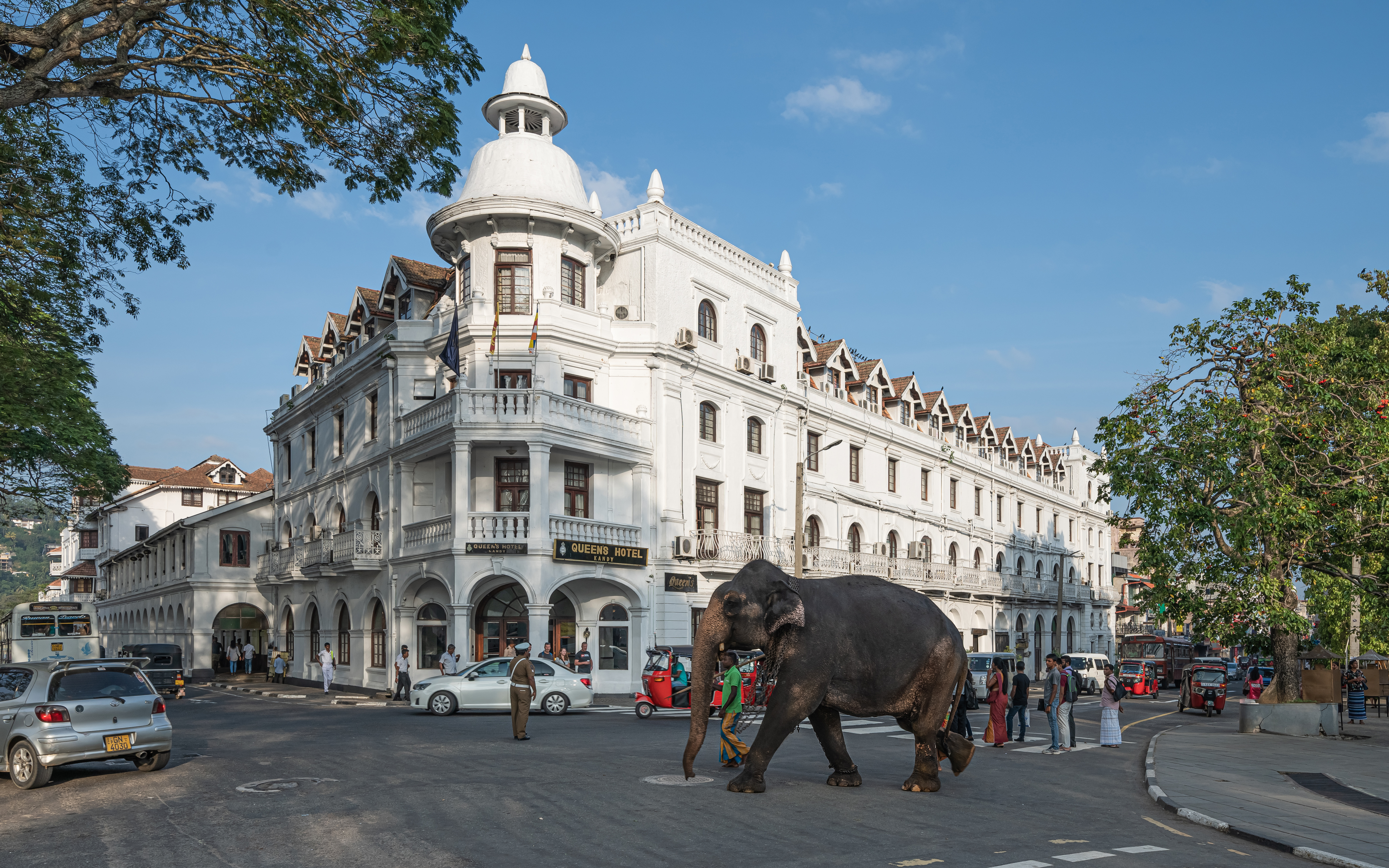
Edificio de estilo victoriano en Kandy.

En medio de las calles y bazares siempre animados como el Mercado Municipal, el Centro de las Artes y la Artesanía, se encuentra el Dalada Maligawa, conjunto arquitectónico formado por pabellones de color rosa con cubiertas rojas donde se encuentra el Templo del Diente de Buda, principal centro religioso de los budistas. En el mes de julio, Kandy se llena de vida durante el festival que se celebra allí, con millares de peregrinos, elefantes magníficamente adornados, bailarines, acróbatas y miles de luces.
La reliquia se guarda en un cofre rodeado de otros seis pequeños cofres en un santuario, protegido por cristales. Al lado del Dalada Maligawa, están el Museo Nacional y el Museo Arqueológico.
Además del Templo del Diente de Buda, destacan otras construcciones religiosas como el Templo de Kataragama, el Templo de Vishnu, o de Pattini, o de Natha Devala del siglo XIII, el Monasterio de Asigiriya con una interesante biblioteca y el Monasterio de Malwata de finales del siglo XVI y con una sala del cabildo con techos pintados.